# Clifton (Maine)
Clifton ist eine Town im Penobscot County des Bundesstaates Maine in den Vereinigten Staaten. Im Jahr 2020 lebten dort 840 Einwohner in 444 Haushalten auf einer Fläche von 92,98 km².

## Geografie
Nach dem United States Census Bureau hat Clifton eine Gesamtfläche von 92,98 km², von der 89,43 km² Land sind und 3,55 km² aus Gewässern bestehen.

### Geografische Lage
Clifton ist die südöstlichste Town im Penobscot County und grenzt an das Hancock County. Im Nordwesten grenzt der Chemo Pond an, im Osten der Hopkins Pond, im Süden der Lower Springy Pond und der Burnt Pond sowie im Westen der Fitts Pond. Auf dem Gebiet von Clifton befinden sich zudem der Parks Pond sowie der Upper Springy Pond und der Middle Springy Pond. Die Oberfläche ist eben, ohne nennenswerte Erhebungen.

### Nachbargemeinden
Alle Entfernungen sind als Luftlinien zwischen den offiziellen Koordinaten der Orte aus der Volkszählung 2010 angegeben.
- Norden: Bradley, 12,4 km
- Nordosten: Amherst, Hancock County, 9,1 km
- Südosten: Mariaville, Hancock County, 10,4 km
- Süden: Otis, Hancock County, 7,3 km
- Südwesten: Dedham, Hancock County, 9,7 km
- Westen: Eddington, 10,6 km

### Stadtgliederung
In Clifton gibt es zwei Siedlungsgebiete: Clifton und Clifton Corners.

### Klima
Die mittlere Durchschnittstemperatur in Clifton liegt zwischen −7,8 °C (18 °F) im Januar und 20,6 °C (69 °F) im Juli. Damit ist der Ort gegenüber dem langjährigen Mittel der USA um etwa 9 Grad kühler. Die Schneefälle zwischen Oktober und Mai liegen mit bis zu zweieinhalb Metern mehr als doppelt so hoch wie die mittlere Schneehöhe in den USA; die tägliche Sonnenscheindauer liegt am unteren Rand des Wertespektrums der USA.

## Geschichte
Die Besiedlung auf dem Gebiet von Clifton startete um das Jahr 1815. Als Town wurde Clifton am 8. August 1848 organisiert, zunächst unter dem Namen Maine. Der Name wurde kurze Zeit später in Clifton geändert. Zuvor war das Gebiet als Jarvis Gore bekannt.

### Einwohnerentwicklung
| Volkszählungsergebnisse – Town of Clifton, Maine | Volkszählungsergebnisse – Town of Clifton, Maine | Volkszählungsergebnisse – Town of Clifton, Maine | Volkszählungsergebnisse – Town of Clifton, Maine | Volkszählungsergebnisse – Town of Clifton, Maine | Volkszählungsergebnisse – Town of Clifton, Maine | Volkszählungsergebnisse – Town of Clifton, Maine | Volkszählungsergebnisse – Town of Clifton, Maine | Volkszählungsergebnisse – Town of Clifton, Maine | Volkszählungsergebnisse – Town of Clifton, Maine | Volkszählungsergebnisse – Town of Clifton, Maine |
| Jahr                                             | 1800                                             | 1810                                             | 1820                                             | 1830                                             | 1840                                             | 1850                                             | 1860                                             | 1870                                             | 1880                                             | 1890                                             |
| ------------------------------------------------ | ------------------------------------------------ | ------------------------------------------------ | ------------------------------------------------ | ------------------------------------------------ | ------------------------------------------------ | ------------------------------------------------ | ------------------------------------------------ | ------------------------------------------------ | ------------------------------------------------ | ------------------------------------------------ |
| Einwohner                                        |                                                  |                                                  |                                                  |                                                  |                                                  | 306                                              | 307                                              | 348                                              | 350                                              | 284                                              |
| Jahr                                             | 1900                                             | 1910                                             | 1920                                             | 1930                                             | 1940                                             | 1950                                             | 1960                                             | 1970                                             | 1980                                             | 1990                                             |
| Einwohner                                        | 236                                              | 217                                              | 185                                              | 156                                              | 168                                              | 193                                              | 227                                              | 233                                              | 462                                              | 607                                              |
| Jahr                                             | 2000                                             | 2010                                             | 2020                                             | 2030                                             | 2040                                             | 2050                                             | 2060                                             | 2070                                             | 2080                                             | 2090                                             |
| Einwohner                                        | 743                                              | 921                                              | 840                                              |                                                  |                                                  |                                                  |                                                  |                                                  |                                                  |                                                  |

## Kultur und Sehenswürdigkeiten

### Bauwerke
In Clifton wurden zwei Bauwerke unter Denkmalschutz gestellt und ins National Register of Historic Places aufgenommen.
- Harold Allan Schoolhouse, 2008 unter der Register-Nr. 08000667.[9]
- Cliffwood Hall, 2008 unter der Register-Nr. 08000666.[10]

## Wirtschaft und Infrastruktur

### Verkehr
In westöstlicher Richtung verläuft die Maine State Route 9 durch das Gebiet von Clifton. Von ihr zweigt in südliche Richtung die Maine State Route 180 ab.

### Öffentliche Einrichtungen
In Clifton gibt es keine medizinischen Einrichtungen oder Krankenhäuser. Nächstgelegene Einrichtungen für die Bewohner von Clifton befinden sich in Eddington, Orono und Bangor.
Clifton verfügt über keine eigene Bücherei. Die nächstgelegenen Büchereien befinden sich in Orono und Bangor.

### Bildung
Clifton gehört mit Holden und Eddington zur Regional School Unit 63. Im Schulbezirk stehen folgende Schulen zur Verfügung:
- Eddington Elementary School in Eddington, mit Schulklassen von Pre-Kindergarten bis zum 1. Schuljahr
- Holden Elementary School in Holden, vom 2. bis zum 4. Schuljahr
- Holbrook Middle School in Holden, vom 5. bis zum 8. Schuljahr